# トゥルー・ストーリー (2015年の映画)
『トゥルー・ストーリー』（True Story）は、2015年のアメリカ合衆国のサスペンス映画。
監督はルパート・グールド、出演はジョナ・ヒルとジェームズ・フランコなど。
元ニューヨーク・タイムズ記者マイケル・フィンケルが殺人犯クリスチャン・ロンゴへ取材した実話に基づいたサスペンス。ブラッド・ピット製作総指揮。日本では劇場未公開。

## ストーリー
マイケル・フィンケルはニューヨーク・タイムズの記者だったが、捏造記事を書いたせいで解雇された。
マイケルは妻子と共に静かに暮らし始めるが、そんなある日彼のもとに思わぬニュースが入る。妻子を殺害したとして最近逮捕されたクリスチャン・ロンゴが、逃亡中に自分の名前を偽名としてかたっていたというのだ。
ロンゴに興味を抱いたマイケルは、名誉挽回を狙ってロンゴへの獄中取材を行うことにする。ロンゴは彼に対して無罪を主張、マイケルも面会を重ねるうちに彼の無罪を確信する。だが裁判が始まると、ロンゴは異なる主張をし始めるのだった。

## キャスト
- マイケル・フィンケル: ジョナ・ヒル
- クリスチャン・ロンゴ: ジェームズ・フランコ
- ジル: フェリシティ・ジョーンズ
- グレッグ・ガンリー: ロバート・ジョン・バーク
- カレン: グレッチェン・モル
- シェリル: ベティ・ギルピン
- パット・フラト: イーサン・サプリー
- 保安官: ジョン・シャリアン（英語版）
- ジェフリー・グレッグ: ロバート・スタントン（英語版）
- メアリー・ジェーン・ロンゴ: マリア・ディッツィア（英語版）
- ティナ・アルヴィス: ジュヌヴィエーヴ・エンジェルソン（英語版）
- ジョイ・ロンゴ: ダナ・エスケルソン（英語版）

## 作品の評価
Rotten Tomatoesによれば、批評家の一致した見解は「ジェームズ・フランコとジョナ・ヒルは面白い組み合わせだが、『トゥルー・ストーリー』は事実に基づいた物語を台なしにしている混乱した映画で、彼らの演技、そして視聴者の関心をなくしている。」であり、169件の評論のうち高評価は45%にあたる76件で、平均して10点満点中5.50点を得ている。
Metacriticによれば、40件の評論のうち、高評価は16件、賛否混在は19件、低評価は5件で、平均して100点満点中50点を得ている。